# Louis-Ferdinand d'Orléans
Louis-Ferdinand Marie Zacharie d’Orléans, infant d’Espagne, est né le 5 novembre 1888 à Madrid, en Espagne, et est mort le 20 juin 1945 dans le 7e arrondissement de Paris. Il était membre de la famille royale espagnole.

## Famille
Louis-Ferdinand d’Orléans-Bourbon, infant d'Espagne, est le fils cadet du prince Antoine d'Orléans (1866-1930), duc de Galliera et infant d’Espagne, et de son épouse et cousine germaine, la princesse Eulalie de Bourbon (1864-1958), infante d’Espagne et fille d'Isabelle II.
Par son père, il descend du prince Antoine d'Orléans (1824-1890), duc de Montpensier, et du roi des Français Louis-Philippe Ier (1773-1850) tandis que, par sa mère, il est le petit-fils de la reine Isabelle II d'Espagne (1830-1904) et de son époux l’infant François d’Assise de Bourbon (1822-1902).
Le 9 septembre 1930, Louis-Ferdinand d’Orléans, 42 ans, épouse à Londres la très riche Marie Say 73 ans, héritière des sucreries Say et veuve du prince Amédée de Broglie, lui-même fils d’Albert de Broglie.
De cette union entre un prince quadragénaire et une héritière de 73 ans, qui cause à l’époque un énorme scandale, ne naît bien entendu aucun enfant.

## Biographie
Né d’une union malheureuse entre une princesse moderne et féministe et un prince volage et dépensier, Louis-Ferdinand d’Orléans passe une enfance difficile entre l’Espagne, la France et le Royaume-Uni.
En 1899, Louis-Ferdinand et son frère aîné Alphonse sont envoyés faire leurs études en Angleterre dans une institution jésuite, le Beaumont College, où ils resteront jusqu’en 1904.
Le 17 juillet 1914, le New York Times annonce le mariage du prince Louis-Ferdinand avec une roturière anglaise, Beatrice Harrington. Il s’agit là d’une erreur puisque c’est Louis de Bourbon, duc d’Ansola, qui s’apprête en réalité à épouser la jeune femme. Pourtant, ce n’est pas la dernière fois que le nom de Louis-Ferdinand est mêlé au scandale.
En octobre 1924, le prince est expulsé de France après avoir été impliqué dans un trafic de drogue. En conséquence, le roi Alphonse XIII d’Espagne prive son cousin du titre d’Infant d’Espagne.
Banni des territoires français et espagnol, Louis-Ferdinand s’installe finalement à Lisbonne. Mais, en mars 1926, il est de nouveau arrêté par la police. Déguisé en femme à la frontière luso-espagnole, on trouve sur lui des marchandises de contrebande, mais pas de drogue.
En 1929, son mariage avec une actrice de Broadway, Mabelle Gilman Corey, ex-épouse du magnat de l’étain William E. Corey, est annoncé mais est annulé quelque temps après.
En juillet de l'année suivante, Louis-Ferdinand se fiance avec la princesse Marie de Broglie, née Say, veuve depuis 1917 et propriétaire, entre autres biens, du château de Chaumont-sur-Loire. L’annonce fait scandale : en effet, Louis-Ferdinand est âgé de près de 42 ans alors que sa promise en a 73.
Peu de temps après, un neveu de la princesse, François de Cossé (1868-1944), duc de Brissac, tente d'empêcher le mariage et lance une action devant le tribunal de grande instance de la Seine. Le duc déclare en effet que sa tante est mentalement incapable et que son fiancé cherche à profiter d’elle. Marie explique quant à elle qu’elle avait déjà pensé au mariage douze années auparavant mais avait retardé la chose à cause de ses petits-enfants. 
La Cour juge en tout cas qu’un neveu n’a pas le droit de s’opposer à l’union de sa tante. Une commission de trois médecins est cependant mise en place pour vérifier la santé mentale de Marie de Broglie et un administrateur judiciaire est désigné pour diriger sa succession.
Finalement, en septembre 1930, Louis-Ferdinand l'épouse lors d’une cérémonie civile à Londres. et, le 4 octobre suivant, le couple s’unit dans une cérémonie religieuse à la cathédrale San Siro de San Remo, sur la Riviera italienne. Après leur mariage, les époux s’installent à San Remo, dans une demeure offerte au prince par sa mère, l’infante Eulalie d’Espagne. Le couple mène grand train et le peu scrupuleux Louis-Ferdinand dilapide en quelques années la fortune de son épouse, déjà amoindrie par le "krach Crosnier" de 1905.
En février 1935, Louis-Ferdinand est une nouvelle fois expulsé de France après avoir été arrêté lors d’un contrôle policier. Ses frasques, son homosexualité, ses scandales, en font alors un personnage aux frontières de la mondanité cosmopolite et du milieu interlope.
En 1943, la princesse Marie, autrefois l'une des femmes les plus riches de France, meurt ruinée à 86 ans dans un appartement de la rue de Grenelle, à Paris, et son époux passe les deux années suivantes malade, dans une maison de repos de la capitale où il meurt en juin 1945. Il est inhumé dans l’église du Cœur-Immaculé-de-Marie de Paris.

## Titulature et décorations

### Titulature
- 5 novembre 1888 — 9 octobre 1924 : Son Altesse Royale Louis-Ferdinand d'Orléans y Borbón, infant d'Espagne, prince d'Orleans
- 9 octobre 1924 — 20 juin 1945 : Son Altesse Royale Louis-Ferdinand d'Orléans y Borbón, prince d'Orleans [16]

### Décorations dynastiques
- Grand-croix de l’ordre de Charles III (royaume d'Espagne, 30 avril 1909, déchu le 9 octobre 1924)[16]
- Chevalier de la corporation royale de chevalerie de Grenade (royaume d'Espagne, déchu le 9 octobre 1924)[16]